# Rogel
Rogel je priimek v Sloveniji in tujini. Po podatkih Statističnega urada Republike Slovenije je na dan 1. januarja 2011 v Slovenjiji uporabljalo ta priimek 62 oseb.  

## Znani slovenski nosilci priimka
- Jože Rogel (1919—2003), zdravnik pulmolog
- Zdenko Rogel (1921--?), energetik, gospodarstvenik
- Andrej Rogel (1947*), gospodarstvenik, predsednik ZTAS, ustanovitelj turistične agencije Concord

## Znani tuji nosilci priimka
- Carole (R.) Rogel (*1939), ameriška zgodovinarka (slov. porekla)
- François-Fernand-Michel Olivie dit Oliva-Rogel (1891—1949), francoski general